# Foxy Brown (film)
Pour les articles homonymes, voir Foxy Brown.
Pour plus de détails, voir Fiche technique et Distribution.
Foxy Brown est un thriller de blaxploitation américain réalisé par Jack Hill, sorti en 1974.

## Synopsis
Foxy Brown veut venger son petit ami, un agent du gouvernement, tué par un gang de trafiquants de drogue.

## Fiche technique
- Titre original : Foxy Brown
- Titre français : Foxy Brown
- Réalisation : Jack Hill
- Scénario : Jack Hill
- Musique : Willie Hutch
- Montage : Chuck McClelland
- Producteur : Buzz Feitshans
- Distribution : AIP & MGM
- Langue : anglais
- Pays d'origine :  États-Unis
- Format : couleur -  35 mm, Spherical - mono ; ratio 1.85 : 1
- Genre : thriller, blaxploitation
- Durée : 94 min
- Dates de sortie : 5 avril 1974 (États-Unis)

## Distribution
- Pam Grier (VF : Michèle Montel) : Foxy Brown
- Antonio Fargas (VF : Jacques Dynam) : Link Brown
- Peter Brown (en) (VF : Jean-Claude Balard) : Steve Elias
- Kathryn Loder (VF : Paule Emanuele) : Katherine Wall alias Miss Katherine
- Terry Carter (VF : Bachir Touré) : Michael Anderson
- Harry Holcombe (VF : Jean Berger) : le juge Fenton
- Sid Haig (VF : Jacques Deschamps) : Hays
- Juanita Brown : Claudia
- Sally Ann Stroud : Deb
- Bob Minor (VF : Gérard Hernandez) : Oscar
- Tony Giorgio (en) (VF : Michel Paulin) : Eddie
- Fred Lerner (VF : Jacques Richard) : Bunyon
- Judith Cassmore : Vicki
- H.B. Haggerty : Brandi
- Boyd 'Red' Morgan : Slauson
- Brenda Venus : Jennifer
- Kimberly Hyde : Arabella
- Jon Cedar : le docteur Chase
- Ed Knight : Adams
- Esther Sutherland : l'infirmière Crockett

## Autour du film
Le film était censé être la suite de Coffy, la panthère noire de Harlem. Il a été tourné en 17 jours. Le manque d'attractivité du marché de l'emploi accessible à la population noire-américaine y est subtilement critiqué.
Foxy Brown a influencé plusieurs films :
- 1996 : Girl 6
- 1997 : Jackie Brown[3]
- 2002 : Undercover Brother : Un agent très secret

## Critiques
Pour Time Out, le film est une adaptation appauvrie de Coffy, la panthère noire de Harlem.

## Bande originale
- Foxy Brown Soundtrack sorti chez Motown 1974 de Willie Hutch de 32:20 min[5].

1. Chase 2:31
2. Theme of Foxy Brown	2:24
3. Overture of Foxy Brown 0:57
4. Hospital Prelude of Love Theme 2:50
5. Give me some of that Good Old Love 3:42
6. Out There 2:42
7. Foxy Lady 4:02
8. You Sure Know How to Love Your Man 3:50
9. Have You Ever Asked Yourself Why (All About Money Game) 3:25
10. Ain't That (Mellow, Mellow)	2:58
11. Whatever You Do (Do It Good) 3:03